# Minuskuł 27
Minuskuł 27 (wedle numeracji Gregory—Aland), ε 1023 (von Soden) – rękopis Nowego Testamentu pisany minuskułą na pergaminie w języku greckim z X wieku. Przechowywany jest w Paryżu.

## Opis rękopisu
Kodeks zawiera tekst czterech Ewangelii, na 460 pergaminowych kartach (16 cm na 12,1 cm).
Tekst rękopisu pisany jest jedną kolumną na stronę, w 27-28 linijek na stronę.
Tekst Ewangelii dzielony jest według κεφαλαια (rozdziały) oraz według Sekcji Ammoniusza, których numery umieszczono na marginesie. Sekcje Ammoniusza zostały opatrzone odniesieniami do Kanonów Euzebiusza. Tekst ewangelii zawiera τιτλοι (tytuły) do rozdziałów.

## Tekst
Grecki tekst Ewangelii reprezentuje bizantyńską tradycję tekstualną. Aland zaklasyfikował go do kategorii V.
Tekst rękopisu był obficie poprawiany przez późniejszego korektora.

## Historia
Paleograficznie rękopis datowany jest na wiek X. Rękopis prawdopodobnie powstał w Kalabrii. Na listę rękopisów Nowego Testamentu wciągnął go Wettstein.
John Mill wykorzystał go w swoim wydaniu NT. Oznakował go pryz pomocy siglum Colbertinus 1. Rękopis badał Griesbach, Scholz, Paulin Martin.
Obecnie przechowywany jest we Francuskiej Bibliotece Narodowej (Gr. 115) w Paryżu.
Nie jest cytowany w krytycznych wydaniach greckiego Novum Testamentum Nestle-Alanda (NA26, NA27).